# Siniolchu
Siniolchu är ett berg i Indien.   Det ligger i distriktet North District och delstaten Sikkim, i den nordöstra delen av landet, 1 100 km öster om huvudstaden New Delhi. Toppen på Siniolchu är 6 888 meter över havet.
Terrängen runt Siniolchu är huvudsakligen mycket bergig.  Trakten runt Siniolchu är nära nog obefolkad, med mindre än två invånare per kvadratkilometer. Det finns inga samhällen i närheten. Trakten runt Siniolchu består i huvudsak av gräsmarker.